# Skeleton aux Jeux olympiques de 2014
Navigation
Vancouver 2010 Pyeongchang 2018
On 22 November 2017, gold medalist Aleksandr Tretyakov was stripped of his gold medal. On 1 February 2018, his results were restored as a result of the successful appeal.
On 22 November 2017, bronze medalist Elena Nikitina was stripped of her medal. On 1 February 2018, her results were restored as a result of the successful appeal.

## Calendrier des compétitions
Le tableau ci-dessous montre le calendrier des deux épreuves de skeleton.
| Calendrier des épreuves de skeleton | Calendrier des épreuves de skeleton | Calendrier des épreuves de skeleton | Calendrier des épreuves de skeleton | Calendrier des épreuves de skeleton | Calendrier des épreuves de skeleton | Calendrier des épreuves de skeleton | Calendrier des épreuves de skeleton | Calendrier des épreuves de skeleton | Calendrier des épreuves de skeleton | Calendrier des épreuves de skeleton | Calendrier des épreuves de skeleton | Calendrier des épreuves de skeleton | Calendrier des épreuves de skeleton | Calendrier des épreuves de skeleton | Calendrier des épreuves de skeleton | Calendrier des épreuves de skeleton | Calendrier des épreuves de skeleton | Calendrier des épreuves de skeleton |
| Février 2014                        | 6                                   | 7                                   | 8                                   | 9                                   | 10                                  | 11                                  | 12                                  | 13                                  | 14                                  | 15                                  | 16                                  | 17                                  | 18                                  | 19                                  | 20                                  | 21                                  | 22                                  | 23                                  |
| ----------------------------------- | ----------------------------------- | ----------------------------------- | ----------------------------------- | ----------------------------------- | ----------------------------------- | ----------------------------------- | ----------------------------------- | ----------------------------------- | ----------------------------------- | ----------------------------------- | ----------------------------------- | ----------------------------------- | ----------------------------------- | ----------------------------------- | ----------------------------------- | ----------------------------------- | ----------------------------------- | ----------------------------------- |
| Hommes                              |                                     |                                     |                                     |                                     |                                     |                                     |                                     |                                     |                                     |                                     |                                     |                                     |                                     |                                     |                                     |                                     |                                     |                                     |
| Femmes                              |                                     |                                     |                                     |                                     |                                     |                                     |                                     |                                     |                                     |                                     |                                     |                                     |                                     |                                     |                                     |                                     |                                     |                                     |

|  | Jour de l'épreuve |

## Résultats
| Épreuves                   | Or                  | Or            | Argent            | Argent        | Bronze          | Bronze        |
| -------------------------- | ------------------- | ------------- | ----------------- | ------------- | --------------- | ------------- |
| Hommes résultats détaillés | Alexander Tretiakov | 3 min 44 s 29 | Martins Dukurs    | 3 min 45 s 10 | Matthew Antoine | 3 min 47 s 26 |
| Femmes résultats détaillés | Elizabeth Yarnold   | 3 min 52 s 89 | Noelle Pikus-Pace | 3 min 53 s 86 | Elena Nikitina  | 3 min 54 s 30 |

## Qualification
Un total de 50 athlètes (30 hommes et 20 femmes) peuvent participer aux épreuves de skeleton. 
La qualification des athlètes se base sur le classement FIBT des athlètes qui gagnent des places de qualification pour leur comité national olympique (CNO) qui choisira les skeletoneurs qui seront en compétition à Sotchi selon des règles précises. Les résultats prises en comptes pour déterminer le classement FIBT sont les résultats obtenus en Coupe du Monde, en Coupe Intercontinentale, en Coupe d'Europe et en Coupe d'Amérique lors de la saison 2013/2014.

## Tableau des médailles
| Rang  | Nation          | Or | Argent | Bronze | Total |
| ----- | --------------- | -- | ------ | ------ | ----- |
| 1     | Russie          | 1  | 0      | 1      | 2     |
| 2     | États-Unis      | 0  | 1      | 1      | 2     |
| 3     | Grande-Bretagne | 1  | 0      | 0      | 1     |
| 4     | Lettonie        | 0  | 1      | 0      | 1     |
| Total | Total           | 2  | 2      | 2      | 6     |